# Gunnar Vatnhamar
Gunnar Vatnhamar (ur. 29 marca 1995) – farerski piłkarz, obrońca. Reprezentant Wysp Owczych.